# Rúholláh Zam
Rúholláh Zam (27. července 1978, Ray, Írán – 12. prosince 2020, Teherán, Írán) byl íránský aktivista a opoziční novinář. Několik let žil v exilu ve Francii a provozoval webové stránky Amadnews kritické k íránské vládě.
V červnu 2020 byl v Íránu odsouzen k trestu smrti za podněcování k násilnostem při protivládních protestech na přelomu let 2017 a 2018. Dne 12. prosince 2020 byl popraven.

## Život
Rúholláh Zam byl synem reformního šíitského duchovního Mohammada Alího Zama. Spravoval zpravodajský web Amadnews, na kterém zveřejňoval videa z protivládních protestů nebo informace o korupci íránských politiků. Na šifrované komunikační aplikaci Telegram měl jeho kanál 1,4 milionu sledujících. Íránské úřady web po čase zablokovaly, protože podle jejich stanoviska podněcoval násilné povstání. Poté však začal fungovat pod jiným jménem.
V roce 2019 byl Zam zatčen, podle vyjádření Íránských revolučních gard se tak stalo při „složité tajné operaci“. V červnu 2020 byl v Íránu odsouzen k trestu smrti za podněcování k násilnostem při protivládních protestech na přelomu let 2017 a 2018, v prosinci téhož roku nejvyšší soud trest potvrdil.
Zam byl shledán vinným ve 13 bodech obžaloby, která zahrnovala mj. spolupráci s agenty tajných služeb USA a Francie a špionáž ohrožující bezpečnost íránského lidu. V prosinci 2020 byl popraven oběšením.

## Reakce
Jeho popravu odsoudili představitelé Francie, která Zamovi udělila politický azyl. Podle organizace Amnesty International byl Zam odsouzen ve vykonstruovaném procesu na základě vynucených doznání. Vyzvala mezinárodní komunitu k tomu, aby na Írán vyvíjela tlak, který povede k zastavení rostoucího využívání trestu smrti jako zbraně politické represe.
Jeho popravu kritizovala také organizace Reportéři bez hranic, která ji označila za „další zločin íránské justice“. Za strůjce tohoto scénáře přitom označila íránského duchovního vůdce Alího Chameneího.